# Saimir
Saimir è un film del 2004 diretto dall'esordiente Francesco Munzi.

## Trama
Saimir è un adolescente albanese che vive in Italia col padre Edmond dedito a loschi traffici, tra i quali il favoreggiamento dell'immigrazione clandestina. Il ragazzo però mal digerisce il fatto che il padre si sia trovato una nuova compagna italiana e vorrebbe avere un lavoro normale. 
Una sera incontra al bar suo cugino Urtman, attivo nello sfruttamento della prostituzione, col quale fa un giro in auto. L'uomo gli offre cocaina da sniffare e lo porta con sé e con una delle sue donne in un locale notturno, nel quale lo invita ad andare con una prostituta.
Il giorno dopo, al mare, Saimir fa la conoscenza di Michela, una ragazza italiana di buona famiglia ma senza pregiudizi verso gli stranieri immigrati, con la quale instaura una certa simpatia. Saimir, comunque, non disdegna di aiutare l'amico Daniel a compiere un furto guidando il motorino sul quale fuggono; tuttavia, quando il ricettatore zingaro propone loro "un lavoretto", declina l'offerta. 
Saimir si mette a frequentare Michela, alla quale vorrebbe regalare una collana d'oro, ma il padre gli nega i soldi perché deve comprare un nuovo furgone; chiede allora un anticipo al ricettatore. Nel successivo incontro con Michela, porta la ragazza nella casa abbandonata dove ha il suo rifugio segreto e le dà il regalo, ma Michela, già a disagio per lo squallore del luogo, non accetta il gioiello e se ne va. La sera, Edmond e la sua compagna annunciano al ragazzo che hanno intenzione di sposarsi.
Saimir, sconvolto, l'indomani va a cercare Michela a scuola e l'affronta in classe, accusandola di non rispettarlo; deve poi scappare per l'intervento del personale scolastico. Assieme a Daniel e ad alcuni ragazzi rom partecipa al colpo in una lussuosa villa; i suoi complici sopraffanno la domestica, Saimir si accorge che in casa c'è anche un vecchio infermo e lo lascia stare.
Qualche sera dopo, Edmond va con Saimir a prelevare al porto, per conto di Urtman, una ragazzina di quindici anni di nome Sharon, loro connazionale, assieme all'uomo che l'ha sedotta: questi le ha fatto credere che sarebbero andati a Milano, ma in realtà intende cederla a Urtman e soci perché l'avviino alla prostituzione.
Saimir, rimasto sul camion dopo che suo padre e i passeggeri sono scesi, ha un sussulto di coscienza e rifiuta la generosa mancia che suo padre gli porge. Un giorno in cui suo padre assiste con la compagna a un matrimonio, Saimir rifiuta di andare alla cerimonia; si reca invece alla spiaggia dove Urtman ha un capanno, in una stanza del quale trova Sharon, che porta addosso i segni di percosse. Gli uomini di Urtman picchiano anche lui e chiamano Edmond perché lo vada a prendere. Saimir, accusa suo padre di non essere migliore di loro e se ne va in motorino: si reca dai carabinieri e racconta loro dei traffici di Urtman e di suo padre. Sharon viene così liberata; Saimir è separato da Edmond e si apre per lui un futuro incerto, probabilmente in una casa-famiglia.

## Distribuzione
Il film è stato presentato nella sezione Orizzonti della Mostra del cinema di Venezia, dove ha ricevuto la menzione speciale del Premio Luigi De Laurentiis Opera Prima. Ha partecipato anche alla 55ª edizione del Festival di Berlino, nella sezione competitiva «14 Plus» del Kinder Fest.

## Riconoscimenti
- 2004 - Mostra internazionale d'arte cinematografica
  - Menzione speciale del Premio Luigi De Laurentiis Opera Prima
- 2005 - Bobbio Film Festival
  - Premio Gobbo d'oro al miglior film
- 2006 - Nastro d'argento
  - Miglior regista esordiente